# کازواکی تاساکا
کازواکی تاساکا (به انگلیسی: Kazuaki Tasaka) بازیکن فوتبال اهل ژاپن و عضو تیم ملی فوتبال ژاپن است که در تاریخ ۲۸ مه ۱۹۹۵ میلادی اولین بازی ملی‌اش را انجام داد. او در ۷ بازی ملی حضور داشت و آخرین بازی ملی خود را در تاریخ ۲۹ ژوئن ۱۹۹۹ میلادی انجام داد. کازواکی تاساکا در بازی‌های ملی‌اش
گلی به ثمر نرساند.